# Chingiz Mamedov
Chingiz Mamedov, en russe Чынгыз Мамедов, est un judoka kirghiz. Il est porte-drapeau de la délégation kirghize pour la cérémonie d'ouverture des Jeux olympiques de Londres 2012.